# ATG Javelin
ATG Javelin – amerykański, sportowy samolot odrzutowy przeznaczony na rynek cywilny zaprojektowany w Aviation Technology Group. Brak możliwości finansowania całego projektu doprowadził do bankructwa producenta i zakończenia całego programu rozwoju i budowy.

## Historia
Założona w 2000 roku firma Aviation Technology Group postawiła sobie za cel wybudowanie samolotu odrzutowego przeznaczonego dla entuzjastów lotnictwa. Miał to być sportowy, dwuosobowy samolot, który po niewielkich modyfikacjach mógłby również zostać użyty do celów szkoleniowych. Pojawienie się na rynku firmy lotniczej budującej tego typu maszynę, zaowocowało dużym zainteresowaniem ze strony potencjalnych klientów, entuzjastów pilotażu, którzy za cenę rzędu 2,5 mln dolarów za pojedynczy egzemplarz chcieli stać się posiadaczami odrzutowca. Do 2003 roku firma zebrała 156 zamówień, pomimo braku w owym okresie gotowego prototypu. W 2004 roku Aviation Technology Group nawiązała współpracę z izraelską firmą Israel Aerospace Industries. Celem owej współpracy miało być wspólne opracowanie wersji wojskowej samolotu. Gotowy, cywilny prototyp wzniósł się po raz pierwszy w powietrze 30 września 2005 roku. Za sterami maszyny siedział pilot Robert Fuschino. Maszyna wykonała 35 minutowy lot z maksymalną prędkością 330 km/h, osiągając pułap 3600 metrów i prędkość wznoszenia rzędu 15 m/s. Lot wykonano z wysuniętym podwoziem. W tym samym roku makietę naturalnej wielkości zaprezentowano na Salon International de l'Aéronautique et de l'Espace, Paris-Le Bourget. Do dalszych prób planowano wybudować jeszcze sześć prototypów, cztery do prób w locie i dwa do prób statycznych. W styczniu i lutym 2006 roku dokonano kilku modernizacji samolotu. Zainstalowano nową owiewkę kabiny oraz system awaryjnego wypuszczania podwozia. Tak zmodernizowany samolot do swojego pierwszego lotu wzbił się 22 lutego 2006 roku. Niestety, koszty całego projektu okazały się nie do udźwignięcia dla Aviation Technology Group. Brak środków finansowych wstrzymał wszelkie prace w grudniu 2007 roku, a rok później wytwórnia ogłosiła upadłość.
W listopadzie 2016 roku prawa licencyjne do budowy i potencjalnego, dalszego rozwoju wykupiła amerykańska firma Stavatti Aerospace. Parę miesięcy później, 2 lutego 2017 roku, firma wydała oświadczenie, w którym ogłosiła, iż zamierza zaoferować amerykańskim siłom powietrznym Javelina w programie T-X. Konkursie na nowy samolot szkolno-treningowy mający zastąpić używane do tego typu zadań przez US Air Force maszyny Northrop T-38 Talon. W tym celu konstrukcja samolotu ma zostać gruntownie zmodernizowana. Zbudowany w znacznym stopniu z kompozytów Javelin nie jest zdolny do wykonywania lotów w zakresie przeciążeń charakterystycznych dla wojskowych maszyn szkolno-treningowych. 27 września 2018 roku oficjalnie ogłoszono, iż zwycięzcą w programie T-X został samolot Boeing T-X i to on zastąpi T-38 w roli samolotu szkolno-treningowego w amerykańskich siłach powietrznych.

## Konstrukcja
Javelin jest kompozytowo-metalowym, dwumiejscowym, wolnonośnym dolnopłatem napędzanym dwoma silnikami turbowentylatorowymi Williams FJ33-4-19J. Skrzydła o trapezowym obrysie i niewielkim skosie, zaopatrzone w lotki i klapy. Podwójne usterzenie pionowe, skośne również o trapezowym obrysie. Trapezowe, skośne usterzenie poziome o niewielkim wzniosie ujemnym. Pod kadłubem, w jego tylnej części, zainstalowano dwie stabilizujące płetwy. Podwozie trójzespołowe z przednim podparciem, chowane hydraulicznie. Przednie do wnęki w kadłubie, główne do wnęk w skrzydłach samolotu. Na wysokości kabiny drugiego członka załogi, u dołu kadłuba, umieszczono nieregulowane wloty powietrza do kanałów doprowadzających, każdy oddzielnie, powietrze do silników. Kabina z miejscami w układzie tandem, zaopatrzona w wyświetlacze ciekłokrystaliczne. Maszyna wyposażonaa jest również w bagażnik zdolny do przewozu 120 kg ładunku, którym, według producenta, mógłby być np. zestaw do gry w golfa dla dwóch osób.

## Wersje
- Mk.10 - wersja sportowa, przeznaczona na rynek cywilny.
- Mk.20 - wersja szkolna, przeznaczona do szkolenia podstawowego pilotów samolotów odrzutowych.
- Mk.30 - planowana wersja bojowa, która miała powstać dzięki współpracy z Israel Aerospace Industries, przeznaczona do szkolenia zaawansowanego. W konstrukcji samolotu planowano użyć w większym stopniu stopów metali niż kompozytów, celem zwiększenia wytrzymałości całej konstrukcji, a także aby zapewnić możliwość podwieszania uzbrojenia. Planowano również użycie mocniejszych silników. Bojowa wersja samolotu oznaczona również jako Homeland Defence Interceptor (Myśliwiec Przechwytujący Obrony Kraju) oferowany był również United States Air Force jako tania alternatywa dla maszyn typu General Dynamics F-16 Fighting Falcon i McDonnell Douglas F-15 Eagle. W założeniu projektantów działanie samolotu ograniczone byłoby tylko do obrony terytorium macierzystego[5].